# Stazione meteorologica di Belforte Monferrato
La stazione meteorologica di Belforte Monferrato è la stazione meteorologica di riferimento relativa alla località di Belforte Monferrato.

## Coordinate geografiche
La stazione meteorologica si trova nell'Italia nord-occidentale, in Piemonte, in provincia di Alessandria, nel comune di Belforte Monferrato, a 275 metri s.l.m. e alle coordinate geografiche 44°37′N 8°40′E.

## Dati climatologici
In base alla media trentennale di riferimento 1961-1990, la temperatura media del mese più freddo, gennaio, si attesta a +1,7 °C; quella del mese più caldo, luglio, è di +23,6 °C .
| Belforte Monferrato | Mesi | Mesi | Mesi | Mesi | Mesi | Mesi | Mesi | Mesi | Mesi | Mesi | Mesi | Mesi | Stagioni | Stagioni | Stagioni | Stagioni | Anno |
| Belforte Monferrato | Gen  | Feb  | Mar  | Apr  | Mag  | Giu  | Lug  | Ago  | Set  | Ott  | Nov  | Dic  | Inv      | Pri      | Est      | Aut      | Anno |
| ------------------- | ---- | ---- | ---- | ---- | ---- | ---- | ---- | ---- | ---- | ---- | ---- | ---- | -------- | -------- | -------- | -------- | ---- |
| T. max. media (°C)  | 4,3  | 5,6  | 10,0 | 15,1 | 20,6 | 25,0 | 28,1 | 26,8 | 22,6 | 16,1 | 10,5 | 6,3  | 5,4      | 15,2     | 26,6     | 16,4     | 15,9 |
| T. min. media (°C)  | −0,9 | 0,3  | 3,9  | 7,6  | 12,1 | 16,3 | 19,2 | 18,2 | 14,9 | 9,5  | 5,3  | 1,9  | 0,4      | 7,9      | 17,9     | 9,9      | 9,0  |